# Por México al Frente
Por México al Frente (en català, Per Mèxic al Capdavant) fou una coalició política mexicana conformada pel Partit Acció Nacional (PAN), el Partit de la Revolució Democràtica (PRD) i el Moviment Ciutadà (MC) per competir a les eleccions federals de 2018, en les quals va quedar en segon lloc per darrere de la coalició de Juntos Haremos Historia.